# Montmartin-sur-Mer
Montmartin-sur-Mer ist eine französische Gemeinde mit 1.413 Einwohnern (Stand: 1. Januar 2022) im Département Manche in der Region Normandie. Sie gehört zum Arrondissement Coutances und zum Kanton Quettreville-sur-Sienne. Die Einwohner werden Montmartinais genannt.

## Geografie
Montmartin-sur-Mer liegt etwa 34 Kilometer westsüdwestlich von Saint-Lô und südlich der Halbinsel Cotentin an der Flussmündung der Sienne in den Golf von Saint-Malo (Ärmelkanal). Umgeben wird Montmartin-sur-Mer von den Nachbargemeinden Regnéville-sur-Mer im Norden, Orval sur Sienne im Nordosten, Quettreville-sur-Sienne im Osten und Südosten, Hauteville-sur-Mer im Süden und auf der anderen Seite des Mündungsästuars Agon-Coutainville im Nordwesten.

## Bevölkerungsentwicklung
| 1962                       | 1968 | 1975 | 1982 | 1990 | 1999 | 2006 | 2018 |
| -------------------------- | ---- | ---- | ---- | ---- | ---- | ---- | ---- |
| 739                        | 847  | 849  | 821  | 880  | 1093 | 1246 | 1356 |
| Quellen: Cassini und INSEE |      |      |      |      |      |      |      |

## Sehenswürdigkeiten
- Kirche Saint-Martin aus dem 19. Jahrhundert

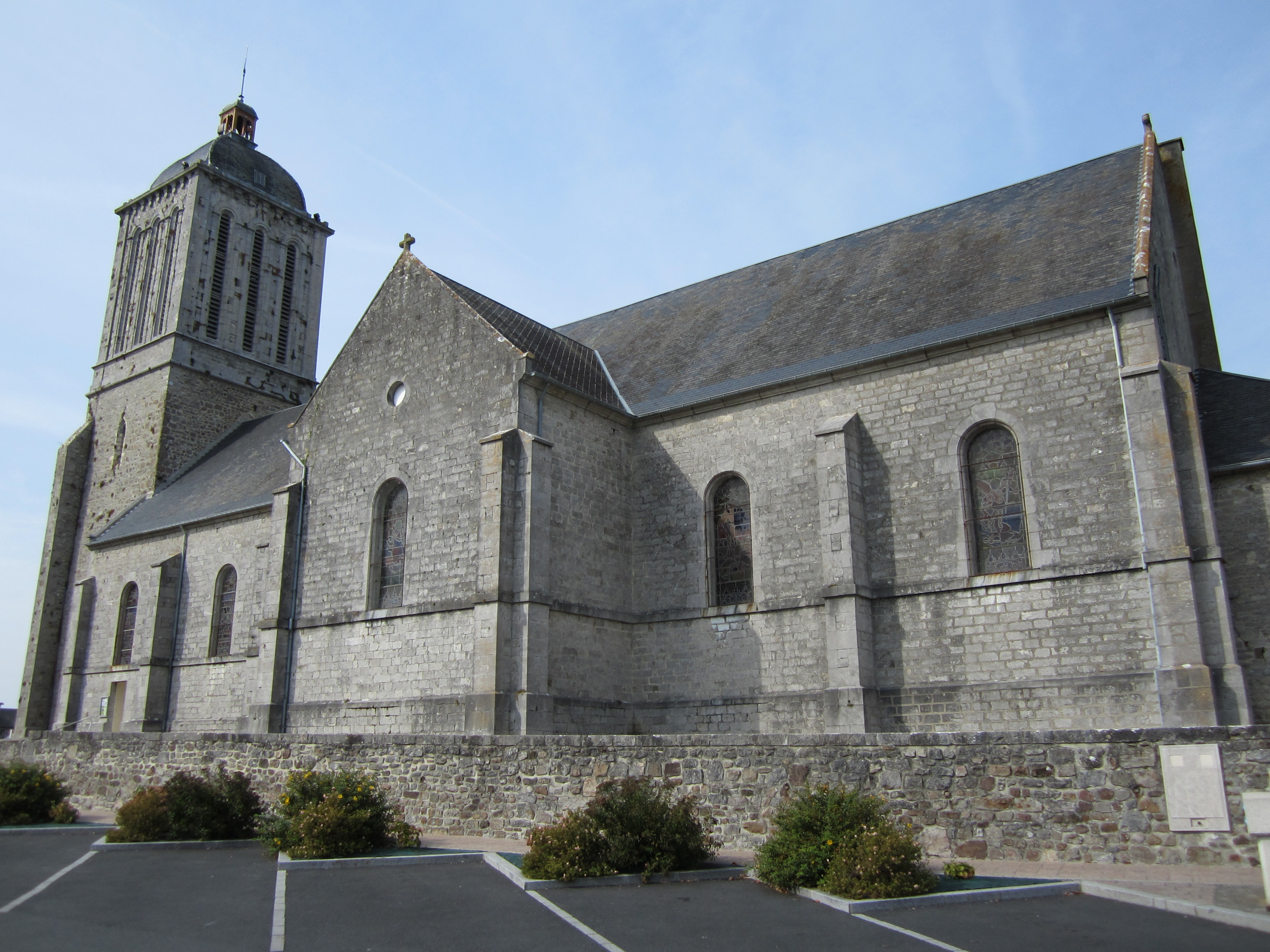
Kirche Saint-Martin

- Kalköfen, Monuments historiques
- Postamt

## Persönlichkeiten
- Benjamin Bourdon (1860–1943), Psychologe